# Беларусбанк
Беларусбанк (біл. Адкрытае акцыянернае таварыства Ашчадны банк «Беларусбанк») — найбільший білоруський банк зі штаб-квартирою в Мінську, створений у 1995 році шляхом об'єднання «Ощадбанку Білорусі» та комерційного «Білорусьбанку». 2021 року включений в «Чорний список ЄС».
Станом на 1 лютого 2019 року він мав 6 регіональних відділень, 20 філій, 1319 відділень, 104 банківських сервісних центрів та 109 обмінних пунктів у Білорусі, а також 2 представництва за межами країни — у Франкфурті-на-Майні (Німеччина) та Пекіні (Китай). Підпорядковано Комітету з питань державної власності Республіки Білорусь (98,76 % акцій). Станом на 1 вересня 2014 року банком видано понад 5,6 мільйона платіжних карток, які обслуговували понад 1,2 тис. банкоматів (29,5 % ринку), 2,4 тис. платіжних терміналів (64,4 % ринку), понад 28 тис. підприємств торгівлі та послуг (50 % ринку). 18 лютого 2018 року банку було підпорядковано 5 дочірніх підприємств: «ASB Broker», «ASB Leasing», «ASB Sanatorium Sputnik», «ASB Health Center Sunny», «ASB Consult».

## Передісторія
Роком створення банку вважається 1922-й, коли рішенням Раднаркому РРФСР створено трудові ощадні каси, які отримували гроші від населення. Ці гроші планували використати для індустріалізації економіки СРСР. У 1923 році в Мінську було відкрито ощадний банк № 16, який розпочав розвиток ощадної справи в Білорусі. У 1927 році каси почали приймати податки, збори та комунальні платежі. У 1930-1931 роках було сформовано Головне управління Держпраці та Державний кредит БРСР, розпочато реформування ряду ощадних кас з урахуванням адміністративного поділу республіки. З 1941 по 1945 роки готівку та цінності евакуювали до Казані. У 1962-1963 роках ощадні каси були підпорядковані Державному банку СРСР. У 1970 році банк почав виплачувати заробітну плату через ощадні каси Білоруського автомобільного заводу в Жодіно. У 1987 році ощадні каси були перетворені на Ощадний банк, почали видавати позики для споживчих потреб громадян. У БРСР працювала філія Білоруський республіканський банк Ощадбанку СРСР.
У 1991 році Білоруському республіканському банку вдалося самостійно визначити порядок депозитних та кредитних операцій, відсоткові ставки та умови позики, в тому ж році було створено «Ощадний банк Республіки Білорусь».

## Історія
Указом Президента Республіки Білорусь № 340 від 30 серпня 1995 року відбулося об'єднання «Ощадбанку» та комерційного банку «Беларусбанк» у ВАТ "АСБ «Білорусбанк». У 1996 році банк поглинув промислові банки «Белсвязьбанк» та «Белчигункабанк». З 1997 року банк розпочав обслуговування платіжних карток MasterCard, з 1998 року — картки Visa. У 1999 році отримав кредитну оцінку від «Tomson Financial BankWatch» (Чикаго, штат Іллінойс, США), з 2001 року — від «Fitch Ratings» (Нью-Йорк, США). За 2004 рік банк видав мільйон карток, і перші білоруські комерційні банки почали продавати облігації фізичним особам . Відповідно до указу № 257 від 7 червня 2005 року банк поглинув «МенскКомплексбанк». У лютому 2006 року банк відзначив випуск мільйонної картки MasterCard, 9 жовтня — перший серед банків країни, який випустив 2 мільйони пластикових карток. У травні 2007 року він видав мільйонну карту Visa.
З 8 грудня 2008 року до нового року він призупинив кредитування на купівлю побудованого житла, припинив видавати позики в іноземній валюті на 14 днів до відповідного розпорядження Національного банку.
У 2009 році чистий прибуток банку склав 419,1 млрд рублів ($149 500 000). Прибуток у 2010 році становив 511 млрд рублів.

## Міжнародні санкції
24 червня 2021 року Беларусбанк був включений в «Чорний список ЄС». Санкції Європейського Союзу передбачають обмеження на взяття позик на ринках ЄС і доступність кредитів зі строком погашення в більш ніж 90 днів від європейських контрагентів. 20 серпня 2021 року «Fitch Ratings» виставило банку рейтинг «B» з негативним прогнозом. Одночасно з цим агентство відкликало рейтинг через внесення банку до списку санкцій і повідомило, що більше не буде оцінювати або робити інший аналіз діяльності «Білорусьбанку». У серпні того ж року до санкцій ЕС проти банка приєдналася Швейцарія.
На тлі вторгнення Росії Україна у жовтні 2022 року ввела санкції проти Беларусбанку, а в січні 2023 — і проти його дочірньої компанії «АСБ Лізинг». Також в 2022 та 2023 роках санкції проти банка запровадила Канада.